# NGC 4556
NGC 4556 (również PGC 41980 lub UGC 7765) – galaktyka eliptyczna (E), znajdująca się w gwiazdozbiorze Warkocza Bereniki. Odkrył ją William Herschel 11 kwietnia 1785 roku.